# Office régional de Rhénanie pour la préservation des monuments
L’Office régional de Rhénanie pour la préservation des monuments (en allemand : Landschaftsverband Rheinland-Amt für Denkmalpflege im Rheinland, en abrégé LVR-ADR), anciennement l'Office rhénan pour la préservation des monuments, est un bureau pour la préservation des monuments, subordonné à l'Association régionale de Rhénanie (de) (Landschaftsverband Rheinland), dont le siège est sis dans l'ancienne Abbaye de Brauweiler, à Pulheim dans l'arrondissement de Rhein-Erft, près de Cologne.
Il comporte quatre départements : Inventaire, Conservation des bâtiments et monuments, Documentation et Restauration/Ateliers.
Il collabore avec une dizaine d'autres services spécialisés en monuments (Voir Liste deutscher Denkmalfachbehörden). 

## Histoire
La création du bureau remonte à l'élection de Paul Clemen (1866-1947) comme premier conservateur provincial de la province du Rhin par la commission provinciale pour l'étude et la protection des monuments de la province du Rhin le 30 mai 1893, et chargé de l'Office rhénan pour la préservation des monuments.

## Conservateurs provinciaux et d'État
- 1893-1911 : Paul Clemen[3]
- 1911-1928 : Edmond Renard
- 1928-1950 : Franz Graf Wolff-Metternich
- 1950-1953 : Walter Bader (par intérim)
- 1953-1955 : Albert Verbeek (par intérim)
- 1955-1956 : Walter Bader (par intérim)
- 1956-1970 : Rudolf Wesenberg[4]
- 1970-1979 : Günther Borchers
- 1979-2011 : Udo Mainzer
- 2011-2012 : Ulrich Stevens (par intérim)
- depuis 2012 : Andrea Pufke

## Missions
Selon la loi du 11 mars 1980 sur la protection des monuments de Rhénanie du Nord-Westphalie (Gesetz zum Schutz und zur Pflege der Denkmäler im Lande Nordrhein-Westfalen, publiée sur le site du Sénat de France), sa mission est de décrire les monuments des districts administratifs de Cologne et de Düsseldorf, de les rechercher, de les entretenir en permanence et de transmettre leur valeur au public. En tant qu'organisme spécialisé indépendant, l'office LVR-ADR est responsable d'environ 100 000 monuments recensés, dont, au 1er janvier 2015, environ 52.000 étaient placés sous protection.
Avec ses départements d'inventaire, de préservation des bâtiments et des monuments, de documentation et de restauration ainsi que de ses départements de préservation des monuments industriels et de préservation des monuments de jardin, l'office LVR-ADR soutient et conseille les autorités chargées des monuments de Rhénanie du Nord-Westphalie, est "chargé des intérêts publics" et interlocuteur pour les propriétaires de monuments privés et religieux.
L'office LVR-ADR est géré depuis le 1er avril 2012 par l'historienne de l'art Andrea Pufke.
Lors de sa visite le 27 février 2023, la conservatrice Andrea Pufke a constaté les récentes réalisations de la ville d'Erkelenz.

## Publications
L'Office LVR-ADR publie de nombreuses publications, notamment :
- les annuaires de la conservation des monuments rhénans
- la topographie des monuments en République fédérale d'Allemagne
- les contributions aux monuments architecturaux et artistiques de Rhénanie  et
- le livret trimestriel pour la préservation des monuments en Rhénanie (2022 ou 39e année)[7].